# Harold Walden
Harold Adrian Walden (Ambala, 10 ottobre 1887 – Leeds, 2 dicembre 1955) è stato un attore e calciatore inglese, di ruolo attaccante.

## Biografia
Nato in India, Walden oltre che calciatore fu anche un artista polivalente, cimentandosi in vari campi, dalla recitazione alla musica.
Prese parte a due film, The Winning Goal del 1920 e Cup-Tie Honeymoon, del 1948,

## Carriera

### Club
Inizia la carriera nell'Halifax Town, club nel quale militò sino al 1911, anno in cui fu ingaggiato dal Bradford City, club da cui venne acquistato nel 1920 dall'Arsenal.
Con i Gunners, disputò solo due incontri, entrambi contro l'Oldham Athletic, prima di ritornare l'anno seguente al Bradford City.

### Nazionale
È stato campione olimpico al 5º Torneo olimpico di calcio del 1912 svoltosi a Stoccolma, vincendo l'oro con il Regno Unito, e fu il capocannoniere del torneo con ben 11 goal in 3 partite.

## Filmografia
- The Winning Goal, regia di G.B. Samuelson (1920)
- Cup-Tie Honeymoon, regia di John E. Blakeley (1948)